# Šácholan hvězdovitý
Šácholan hvězdovitý (Magnolia stellata), nazývaný též šácholan hvězdokvětý nebo magnólie hvězdovitá, je opadavý keř z čeledi šácholanovitých. Pochází z Japonska. V Česku je pěstován jako okrasná dřevina v řadě kultivarů. Je nápadný velkými bílými nebo růžovými květy, rozvíjejícími se před olistěním.

## Popis
Šácholan hvězdovitý je opadavý, bohatě větvený keř nebo nízký strom, dorůstající výšky 1,5 až 4,5 metrů, výjimečně až 7 metrů. Letorosty i pupeny jsou hustě hedvábitě chlupaté. Kůra je silně aromatická. Listy jsou tenké, úzce obvejčité až široce obkopinaté, 4 až 10 cm dlouhé a 1 až 3 cm široké, na okraji většinou zvlněné, na bázi klínovité, na vrcholku tupé nebo kulaté. Listy jsou na líci lysé, na rubu světlejší a lysé nebo jen na žilkách krátce přitiskle chlupaté. Žilnatina je síťnatá. Řapíky jsou 2 až 5 mm dlouhé, obvykle krátce přitiskle chlupaté. Květy jsou bílé nebo růžové, hvězdicovitě rozevřené, vonné, asi 8 cm v průměru, s přibližně 12 až 18 obkopinatými okvětními plátky. Pestíky jsou lysé. Kvete v březnu a dubnu. Souplodí zvané šách je kuželovité, asi 5 cm dlouhé, pouze s několika plodnými měchýřky.

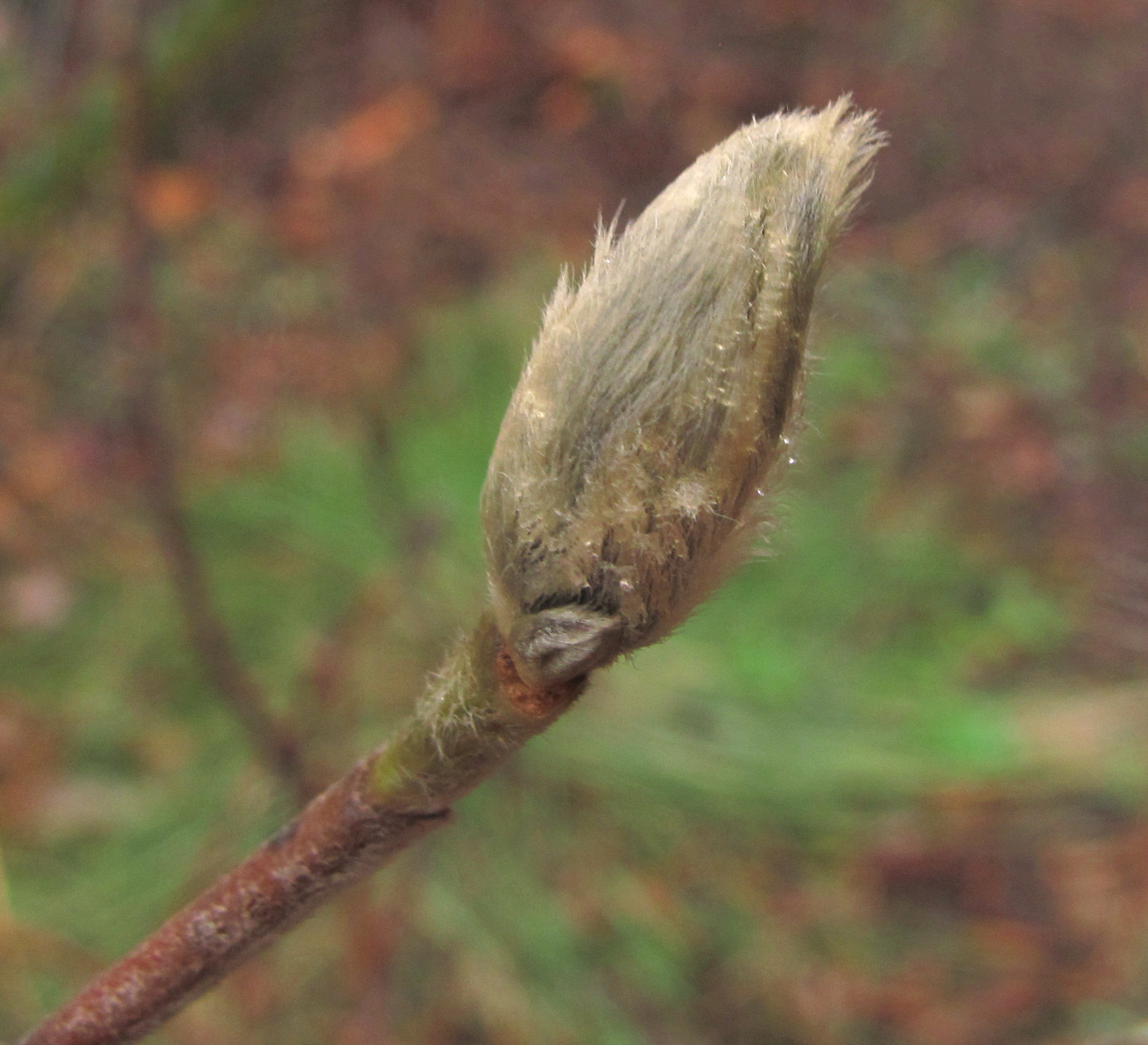
Pupen šácholanu hvězdovitého
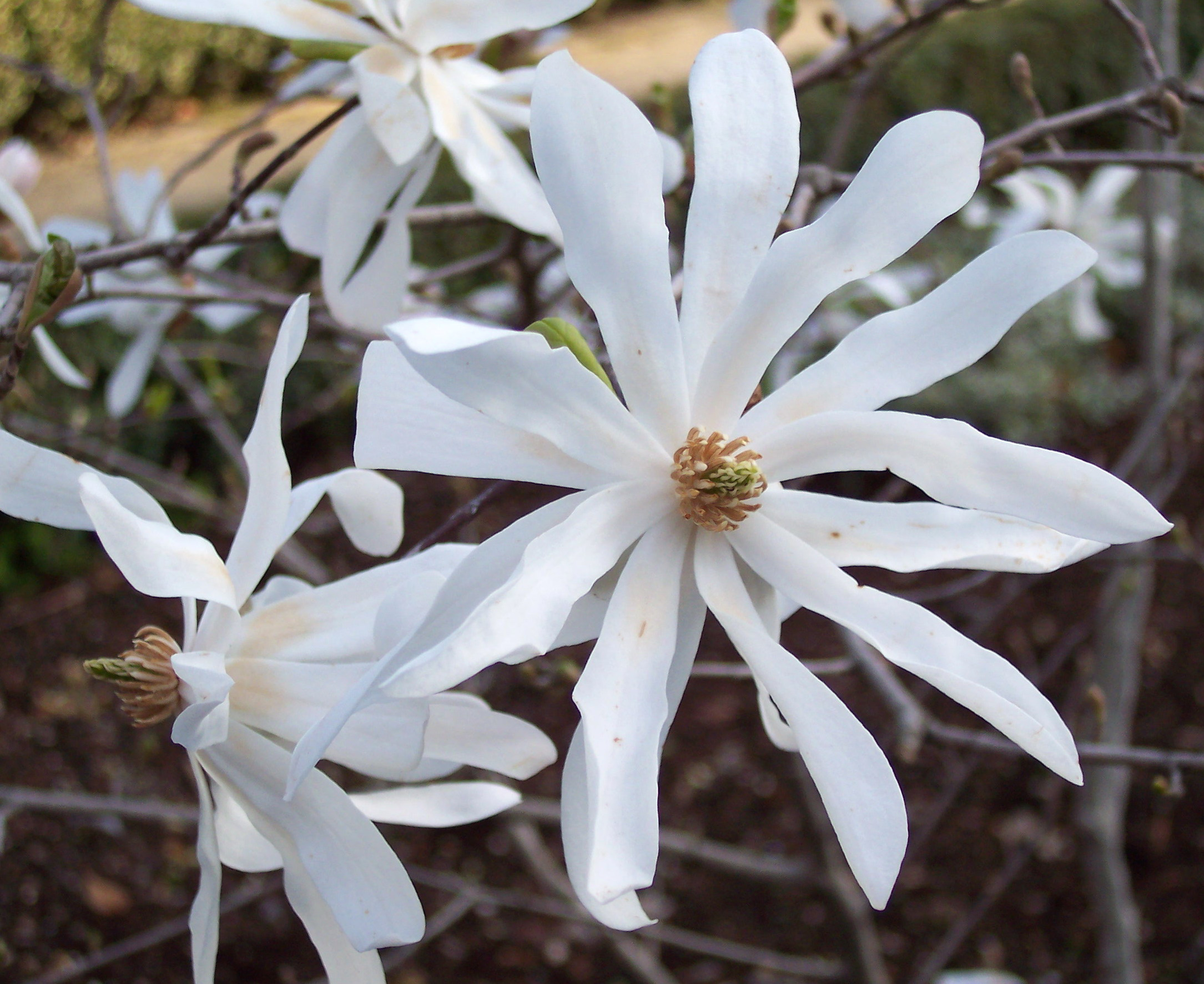
Květy šácholanu hvězdovitého
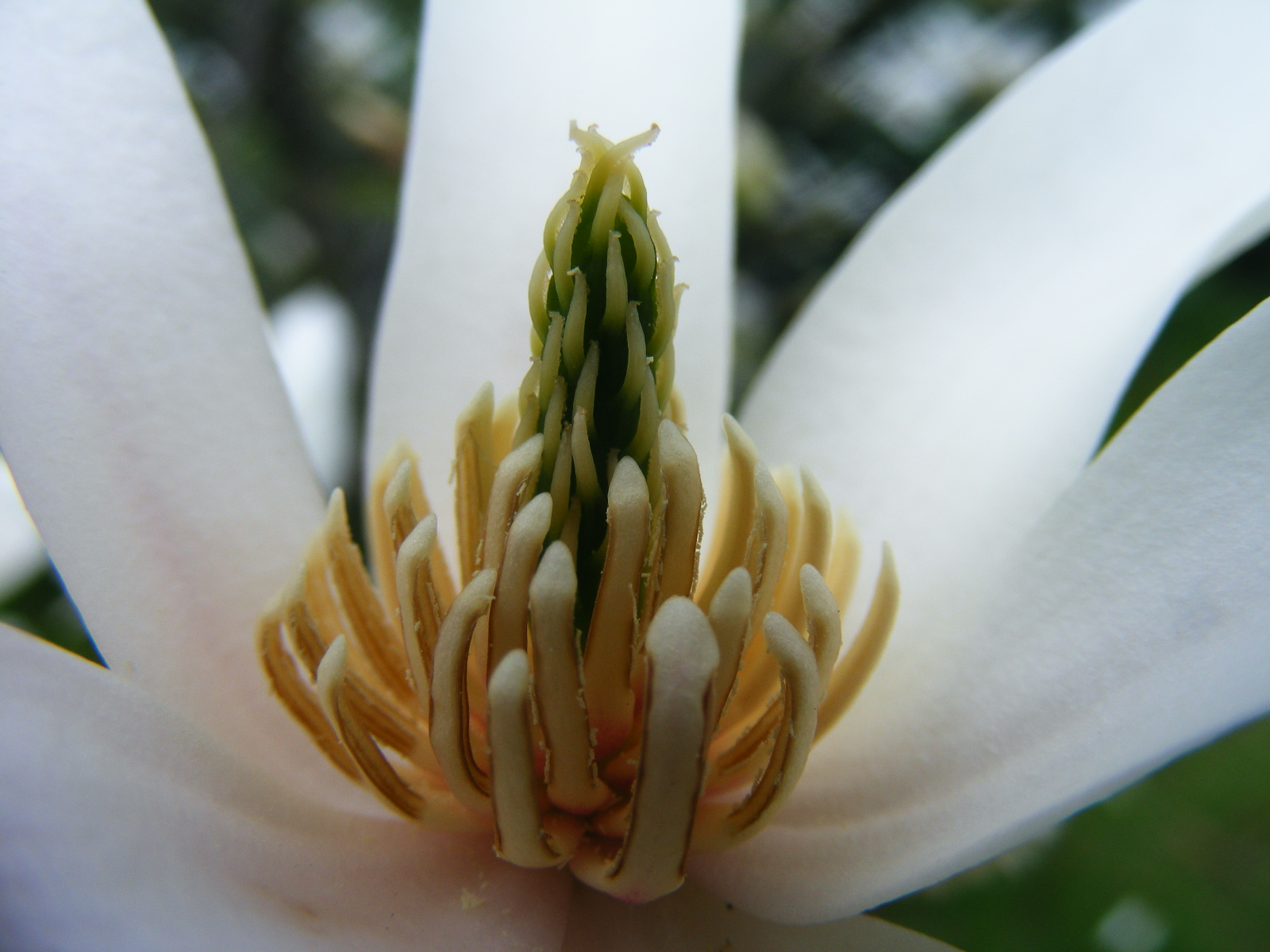
Detail vnitřku květu
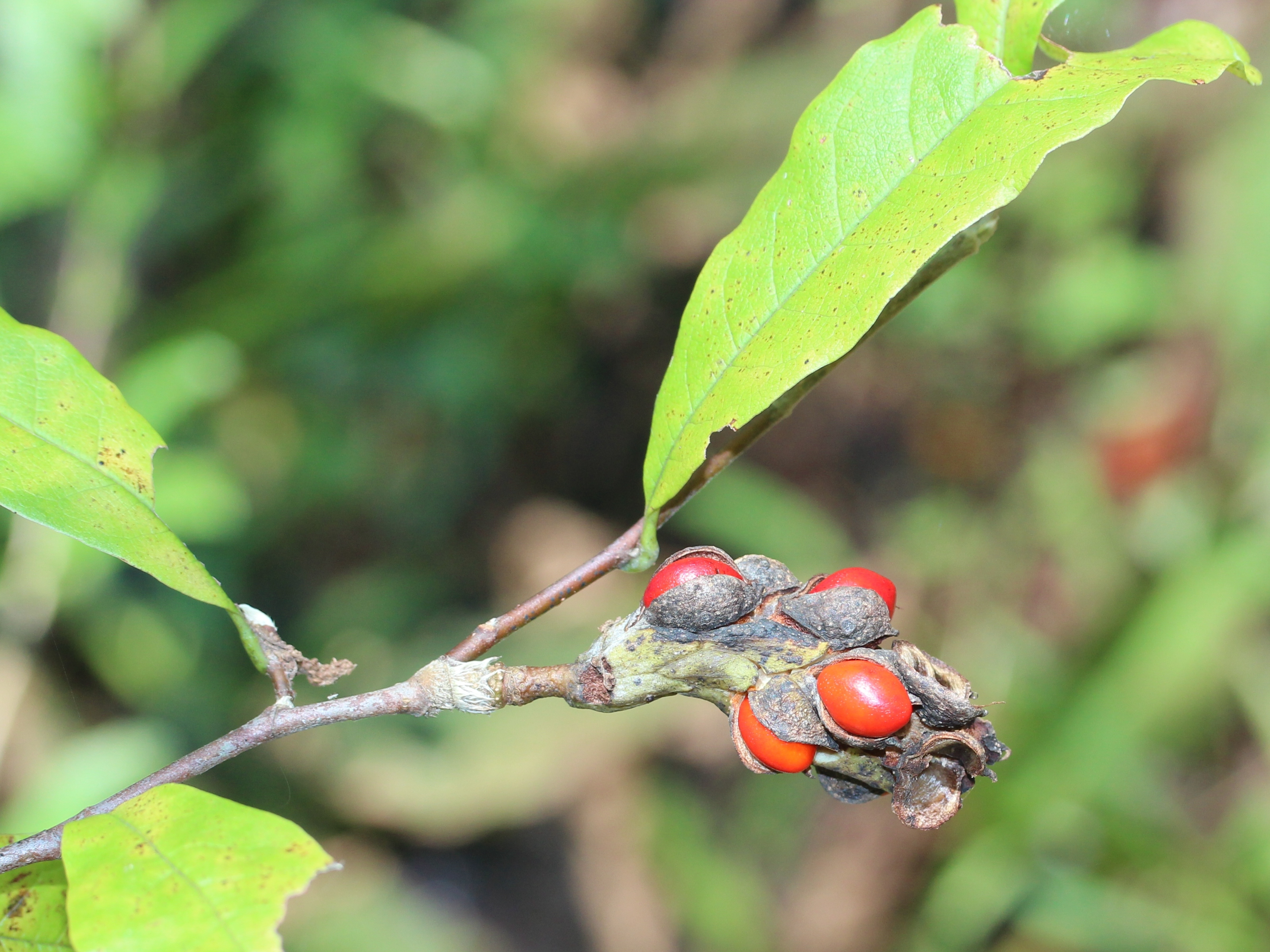
Vyzrálý šách s červenými semeny

## Rozšíření
Šácholan hvězdovitý pochází ze středního Japonska, kde roste v horských lesích na ostrově Honšú.

## Význam
Šácholan hvězdovitý je v současnosti oblíbená okrasná dřevina zejména pro svůj nízký vzrůst a krásné hvězdovité květy objevující se před olistěním. Pěstuje se v řadě kultivarů se sněhobílými květy (např. 'Royal Star', 'Scented Silver', 'Waterlily', 'Harvard Centenial') nebo narůžovělými až růžovými květy ('Rosea', 'Rubra', 'Dawn', 'Chrysanthemumiflora' aj.). Kultivary se také odlišují plností květů (t.j. počtem okvětních plátků) a vzrůstem. Do Evropy byl šácholan hvězdovitý zaveden v roce 1862, v Čechách se však objevil poměrně pozdě, v roce 1927 v Průhonicích.